# Tapio Pulkkanen
Tapio Pulkkanen (21 mei 1990) is een golfamateur uit Finland. Hij is lid van de Kymen Golf.
In 2012 won hij als amateur het Teho Sport Fins Open van de Finse PGA Tour, waarna hij nummer 116 stond op de wereldranglijst. In september ging hij naar de Tourschool waar hij Stage 1 won.
In 2013 speelde hij op de Challenge Tour. Zijn eerste toernooi was de Challenge de Madrid waar hij een hole-in-one maakte en op de 2de plaats eindigde achter François Calmels.

## Gewonnen
Tapio Pulkkanen heeft deze wedstrijden gewonnen:
Nordic League
- 2012: Teho Sport Finnish Open

Europese Tour
- 2012: Tourschool, Stage 1 met -19

## Hole-in-one
Sommige spelers overkomt het nooit, maar Pulkkanen heeft al een paar keer een hole-in-one gemaakt!!!! Onder meer:
- Madrid Challenge 2013 (ronde van -5)
- Madeira Islands Open 2014 (ronde van +8)